# Ahmad al-Abbas
Ahmad al-Abbas (arabe : أحمد العباس) (? – 1659) est le dernier sultan du Maroc de la dynastie saadienne. Il fut proclamé sultan à Marrakech en l'an H. 1064 (22 novembre 1653 - 11 novembre 1654) après la mort de son père, le sultan Mohammed ech-Cheikh es-Seghir. En 1659, il fut assassiné par son oncle maternel, Abdul Karim Abu Bakr Al-Shabani,. Son oncle assuma le tire de sultan à Marrakech jusqu'en 1667, date à laquelle il fut à son tour assassiné, peu de temps avant que le sultan alaouite Moulay Al-Rashid ne conquière la ville en 1668,:230.

## Biographie
En 1659, Ahmed al-Abbas voit sa capitale Marrakech assiégée par son oncle maternel, Abdul Karim Abu Bakr Al-Shabani qui était son général des armées. Al Shabani appartenait au Chabanate, une tribu arabe Maqil. Le siège dura plusieurs mois. Alors que la situation empirait, la mère du sultan Ahmed al-Abbas a pensé que c'était une bonne idée que son fils aille rencontrer son oncle et fasse la paix avec lui et les Chabanate. Il suivit le conseil de sa mère, mais il venait de sortir de la ville pour rencontrer son oncle que celui-ci l'assassina traîtreusement.
Abdul Karim Abu Bakr Al-Shabani, après avoir assassiné son neveu le sultan Ahmed al-Abbas, s'est proclamé sultan et a enfermé les femmes et les enfants du défunt dans une tour. Parmi les dames royales qu'il rencontra au palais royal, il tomba follement amoureux d'une des demi-sœurs paternelles d'Ahmed al-Abbas. Il protesta de son amour pour elle et insista sur son désir de l'épouser, ce qui eut lieu en 1660. La demi-sœur d'Ahmed al-Abbas a toujours gardé le désir de venger son frère, ce qu'elle fit en 1667. Elle aurait drogué Abdul Karim Abu Bakr Al-Shabani, l'aurait tranché la gorge et aurait ordonné que son corps soit traîné hors du palais, ce qui   fut exécuté.
La fille aînée d'Ahmad al-Abbas ou sa sœur était Lalla Marièm, elle épousa Moulay Ahmed ben Mehrez en 1668, après la conquête de Marrakech par Moulay Rashid.
Aux tombeaux saadiens se trouvent les tombes du sultan Ahmed al-Abbas, celle de sa fille la princesse al-Ruqayah et celle de son épouse, une fille d'Al-Hussein Al-Jerrar.